# Jeremy Scott (mode)
Pour les articles homonymes, voir Scott et Jeremy Scott.
Jeremy Scott est un styliste américain né le 8 août 1975. Il est le directeur artistique de la marque Moschino d'octobre 2013 à début 2023, et propriétaire de son label du même nom. Depuis le lancement de sa marque en 1997 à Paris, Jeremy Scott s'est bâti une réputation de styliste le plus insolent de la pop culture et dernier rebel de la mode,.
Jeremy Scott a régulièrement travaillé avec de nombreuses célébrités telles que Cardi B, A$AP Rocky, Björk, Katy Perry, Miley Cyrus, Beyoncé, Nicki Minaj, Madonna, Lady Gaga, Violet Chachki, Ariana Grande, Kanye West, Demi Lovato, Selena Gomez, Justin Bieber, CL, 2NE1, M.I.A., Rita Ora et Grimes.,.
Premier partisan de la fusion entre le style streetwear et la couture, il crée des designs incorporant des icônes de la pop culture,.

## Jeunesse et éducation
Jeremy est né le 8 août 1975 à Kansas City (Missouri). Il grandit entre une ferme à Lowry City et une banlieue de Kansas City. Jeremy s'intéresse à la mode dès son plus jeune âge. À 14 ans, déterminé à devenir styliste, il commence à étudier en France et prend des cours du soir pour apprendre le japonais.
Au lycée, il dessine des croquis dans un cahier et était victime de moquerie à cause de son style. Il découvre le défilé de mode dans le magazine Details, regardant ses modèles Jean-Paul Gaultier, Martin Margiela, Thierry Mugler, Jimmy Savile et Franco Moschino. 
En 1992, Jeremy déménage à New-York, pour étudier la mode à l'institut Pratt, une des universités la plus traditionnelle de la ville où il porte des vêtements inspiré de la science-fiction, des vêtements 1880 vs 1980 et des vêtements déchirés. Jeremy effectue un stage dans les bureaux de Aeffe à New-York, la société qui a racheté Moschino,,,.

## Carrière

### Début à Paris
Après avoir été diplômé en 1996, Jeremy Scott déménage à Paris. À la recherche d'un emploi dans la mode, il a été forcé de prendre ses repas dans les stations et dormir dans le métro jusqu'à ce qu'il rencontre une relation publique de Jean-Paul Gaultier qui aimait sa coupe de cheveux (Jeremy se coupait les cheveux lui-même depuis ses 5 ans), il obtient alors un poste de responsable dans une discothèque. Ne trouvant pas de métier dans la mode, il décide de créer sa propre marque,.
L'année suivante, en 1997, la marque Jeremy Scott fait ses débuts dans un bar près de Bastille. Le show était basé sur le livre de J. G. Ballard et le film Crash de David Cronenberg. La plupart des matériaux provenait de blouses d'hôpitaux en papier, de morceaux de tissus venant du marché aux puces de la Porte de Clignancourt, et des sacs poubelles ont été utilisés pour le show suivant, le tout en noir, décrit par Jeremy comme Blade Runner, les sacs poubelles et l'apocalypse. La collection est ensuite exposée dans la boutique parisienne colette qui a toujours soutenu Jeremy Scott,. 
Sa troisième collection, tout en blanc, a été un succès critique. Il a remporté des prix et a attiré Mario Testino, les rédacteurs de Vogue Paris et la styliste Isabella Blow qui a adopté Jeremy Scott comme son protégé,. Le show en blanc était la première apparition pour la future mannequin Devon Aoki, qui n'avait que 13 ans à l'époque. 20 ans après, les deux se retrouvent pour collaborer à nouveau sur le défilé de mode de Jeremy Scott pour la saison Automne/Hiver 2016. Björk était l'une des premières à adopter une robe du show blanc pour sa tournée mondiale Homogenic. Jeremy Scott lui a fourni plusieurs costumes pour sa tournée. 
La même année, Jeremy Scott fait un show portant sur la décennie des années 1980 (zibeline, épaulettes, grands cheveux, lamé d'or) comme étant sûrement le premier styliste à faire revivre ces années. Les mannequins portaient des talons déséquilibrés dessinés par Christian Louboutin. Opposé au minimalisme, alors très répandu, le show a été sévèrement critiqué par Vogue et d'autres. Il considère que le gold show était le moment le plus difficile de sa carrière. 
En 1998, sa collection Printemps/Été nommée Duty Free Glamour met en vedette des hôtesses de l'air et des vestes plâtrées kaki avec Jimmy Savile. Dans son article paru dans The Times, Cathy Horyn, critique de mode, souligne l'utilisation originale d'un homme originaire de l'Ouest des États-Unis en tant que complément glamour. Karl Lagerfeld dit que Jeremy Scott serait la seule personne travaillant dans la mode qui pourrait reprendre Chanel après sa mort. 
En 2001, Jeremy Scott quitte Paris pour Los Angeles. C'est pour lui un déménagement surprenant car Los Angeles n'était pas une capitale de la mode.

### La collaboration avec Adidas
Jeremy Scott construit sa réputation avec sa marque notamment en Asie mais en restant toujours en marge du monde de la mode car il est considéré comme ni sérieux, ni commercial. Il clôt l'un de ses shows en 2001, en jetant des faux billets avec son visage imprimé dessus, au public. À la fin d'un autre show, il crie « Vive l'avant-garde ! », laissant sur les sièges des t-shirts jaunes marqués de ce message.
En 2006, il commence sa collaboration avec la marque française de maroquinerie, Longchamp, en donnant des sacs pour les invités du premier rang au défilé de mode.
Jeremy Scott commence ses collaborations avec Adidas en 2002 pour le projet !Signed, pour lequel il crée un jacquard en soie avec le motif de billet avec sa tête dessus en remplaçant celui de George Washington. Le design est fait sur le modèle classique d'Adidas : le Forum. La chaussure est fabriquée à la main dans l'usine Adidas à Scheinfeld, Allemagne. Il y a eu que 100 paires de faites. 50 sont allées à Jeremy, 50 sont allées à Adidas. Jeremy voulait revisiter le modèle façon Money Wings 2.0 pour la saison Automne/Hiver 2013.
Cependant, sa collection la plus connue avec Adidas est en 2008, lorsque Adidas Originals (en) lance la collection de chaussures et vêtements de Jeremy Scott, composée de JS Wings (t-shirts avec des ailes) et de JS Bears (baskets à fourrure avec la tête d'ours en peluche). Avec les premiers usages par des rappeurs tel que Lil Wayne, les chaussures de Jeremy Scott lui valent un grand succès. Ses baskets sont considérées parmi les baskets les plus accrocheuses jamais vues ce qui en fait une empreinte indiscutable dans le monde de la basket,,. Au fil des années, ses ailes emblématiques ornent de nombreuses chaussures. Il les applique également sur d'autres objets, notamment des voitures Smart ou des poussettes pour bébé,,,. 
En 2011, il collabore avec la marque Swatch pour créer trois modèles de montres qui sont saluées comme le retour des Swatchs super amusantes des années 1980 avec l'esthétique pop, la torsion amusante et la forme exagérée de Jeremy Scott. 
Jeremy Scott apparait dans la campagne publicitaire d'Adidas avec Nicki Minaj, Sky Ferreira et 2NE1 en 2012. Les danseurs de Madonna portent des survêtements de la collection de Jeremy Scott, avec Adidas Originals, pendant la mi-temps du Super Bowl en 2012.  
Pour sa collection Automne/Hiver 2012, Jeremy Scott présente la nostalgie des années 1990 avec plusieurs références informatiques telles qu'un curseur en forme de main ou des captures d'écran de Mac. En clôture, il rend hommage à Lisa Frank avec un bustier en plexiglas avec des centaines d'autocollants à l'intérieur.  
Jeremy Scott fait ses débuts dans le parfum pour la marque Adidas, le 1er février 2015, avec une réplique en verre de ses baskets ailées Adidas.

## Directeur artistique chez Moschino
En octobre 2013, Jeremy Scott devient le directeur artistique chez Moschino. Après avoir refusé plusieurs autres offres, il choisit la marque italienne car elle adopte une approche insolente similaire à Franco Moschino qui voyait la mode comme une forme de protestation.  
Après avoir redessiné toute la Pre-fall collection, Jeremy Scott présente sa première collection Moschino à l'automne 2014,.  
Il refait les mêmes gags que Franco Moschino (sacs poubelles, slogans spirituels et chapeaux de bœuf) vu d'un Américain (sac McDonald's, robes pop-corn, robes de bal imprimées d'étiquettes nutritionnelles, manteau de fourrure imprimés bob l'éponge). Par exemple sur les vestes, il a réutilisé les couleurs de McDonald's (rouge ketchup et jaune brillant) assorti d'un sac à main en cuir, matelassé, portant le M en forme de cœur doré. 
Le premier parfum Moschino s'appelle Moschino Toy. La bouteille est littéralement un ours en peluche avec la buse de pulvérisation sous la tête.  
Dans un article de The Guardian, datant de 2015, Jeremy Scott décrit son approche de la culture américaine : «Une image de Mickey Mouse est comprise à Bombay, Tombouctou et Los Angeles. C'est un message clair, même si vous le modifiez en plaçant les oreilles de Mickey Mouse sur un casque de l'armée (comme il l'a fait en 2007)... Mes collections sont inspirées de la nostalgie.» En réalité, sa mode est souvent humoristique : en 2016, sa collection incluait un sac qui ressemblait à un paquet de Marlboro portant le slogan «la mode tue.»   
En août 2015, Jeremy Scott et Moschino ont été attaqués en justice pour violation du droit d'auteur concernant la collection Moschino Automne/Hiver 2015. Les vêtements en question était des copies de l'œuvre du plaintif. La poursuite a été réglée à l'amiable.  
La collection Moschino Automne/Hiver 2016 a été inspiré du bûcher des vanités à Florence de 1497. Les robes comportaient des tessons de miroirs, un grand lustre tombé et des entrailles d'un grand piano à queue détruit. Lors des répétitions techniques, quelques robes ont été suivies de traînées de fumées car des machines à fumées étaient intégrées à l'intérieur des robes. Au même moment, la collection automne 2016 de sa marque Jeremy Scott à New York comprenait des imprimés du cartoon Max Headroom et rockabilly, des bottes de cow-boy scintillantes et un denim à imprimé vache. La collection s'appelait Cowboys and Poodles inspiré d'un magasin vintage situé sur Melrose Avenue à Los Angeles, qui avait introduit la culture rockabilly des années 1950 et punks des années 1980.   
Jeremy Scott a créé une publicité pour la poupée Barbie Moschino à son effigie, qu'il a écrit et dirigé avec des artistes, basée sur la publicité du jouet dans les années 1980-90. La publicité a attiré l'attention en présentant un garçon.   
Pour la collection Printemps/Été 2017, Jeremy Scott a commenté la fixation de la génération d'internet sur des écrans en 2D. Il a utilisé des techniques de trompe-l'œil pour reproduire en 2D les accessoires Moschino en or, les vestes en cuir et le logo plus grand que nature ainsi que des fermetures XXL et des accessoires collés sur des anciennes poupées en papier.   
Début 2023, Moschino annonce la fin de la collaboration avec Jeremy Scott en tant que directeur artistique de la marque. La raison de ce départ surprise n'a pas été communiquée.   

## Styliste des célébrités
La majeure partie du travail de Jeremy Scott est la création de vêtements pour les célébrités telles que : Beyoncé, Rihanna, Lady Gaga et Nicki Minaj. Quelques célébrités ont collaboré avec lui comme : Katy Perry, Miley Cyrus et CL et lui ont donné le surnom de Jezza Posse. Jeremy Scott décrit son travail avec les célébrités : «Je comprends le langage de la pop culture, et ses gens là sont des totems de la pop culture.»   
En janvier 2015, Jeremy Scott a créé les costumes de Katy Perry lors de sa performance à la mi-temps du Super Bowl XLIX. Katy Perry a dévoilé ses costumes pour la couverture du magazine Rolling Stones. Le styliste et la chanteuse avaient déjà collaboré ensemble 10 ans plus tôt avant que l'album de la chanteuse ne sorte.    
Rihanna, dans le clip We Found Love, porte une brassière en denim et une jupe ronde créés par Jeremy Scott. Le tailleur rétro-futuriste de Britney Spears dans le clip Toxic a aussi été créé par Jeremy Scott. Il a notamment créé les tenues de Lady Gaga dans le clip Paparazzi.    
Pour le Met Gala de 2015, Jeremy Scott a habillé Katy Perry et Madonna qui les considère comme des icônes de la mode et de la musique,. Pour le Met Gala de 2016, Jeremy Scott a habillé Nicki Minaj et Demi Lovato.   
Jeremy Scott a aussi habillé Miss Piggy des Muppet show pour un photoshoot avec Kermitt la grenouille comme Andy Warhol. Il a habillé Miss Piggy, qui a fait une apparence au premier rang de l'un de ses défilés et pour l'avant première mondiale de The Muppets.
En tant que directeur artistique, MTV fait appel à Jeremy Scott en 2015 pour redessiner la fameuse statuette moonman lors des VMA's.     
Jeremy Scott est souvent appelé le Andy Warhol de la mode.

## Vie privée
Jeremy Scott est le fils de Jim, un ingénieur et de Sandy, institutrice, il a aussi un frère et une sœur plus âgés, Barbara et James. Depuis qu'il a commencé le stylisme, les membres de sa famille ont assisté à presque tous ses défilés de mode. 
Jeremy Scott a acheté deux maisons, conçues par John Lautner : The Foster Carling House à Hollywood Hills (1947) et The Erold House (1969) à Palm Springs.

## Polémique Adidas
Jeremy Scott collabore avec « Adidas Original » pour des vêtements et des chaussures. En juin 2012, Adidas provoque la polémique en commercialisant une nouvelle paire de baskets sur la page Facebook de la firme. Le design des baskets (anneaux jaunes fluo reliés par des chaînes aux chaussures qui s'attachent à la cheville) dû à l'excentricité assumée de Jeremy Scott, est un rappel de l'esclavagisme selon des internautes.
Jeremy Scott a démenti en disant faire référence aux jouets pour enfants My Pet Monsters.

## Polémique Santa Cruz
En 2013, Jeremy Scott présente une ligne de vêtements largement inspirée de la collection de skateboard Santa Cruz. Santa Cruz skateboard confirme qu'aucune collaboration avec Jeremy Scott n'est d'actualité et admet clairement que c'est une violation de l'intégrité intellectuelle de l’œuvre. La communauté de fans de Santa Cruz prend le sujet à cœur et lance une massive campagne sur internet pour mettre à jour ce qu'ils appellent « un vol de patrimoine ».

## Récompenses
Jeremy Scott a reçu un prix de l'Association Nationale pour le Développement des Arts et de la Mode en 2000 ainsi que le prix du meilleur styliste de vêtements féminin de l'année à Los Angeles en 2015 et avait été nommé Meilleur Styliste Jeune en 1999 par le Conseil des Créateurs de mode américains. 